# Popowo Podleśne
Popowo Podleśne – część wsi Popowo-Ignacewo w Polsce, położona w województwie wielkopolskim, w powiecie gnieźnieńskim, w gminie Mieleszyn, ok. 4 km na wschód od Mieleszyna, 16 km na północ od Gniezna i 53 km na północny wschód Poznania.
W latach 1975–1998 Popowo Podleśne administracyjnie należało do województwa poznańskiego.